# Ernst Würthwein
Ernst Würthwein (né en 1909 à Tübingen et mort à Marbourg en 1996), est un théologien protestant allemand.
Ernst Würthwein enseigne l'Ancien Testament à l'Université de Marbourg. Il étudie principalement l'histoire textuelle de l'Ancien Testament. Il écrit de nombreux livres sur ce sujet.